# François Bouillot
Pour les articles homonymes, voir Bouillot.
François Bouillot est un épéiste français, né en 1964 à Paris. Plus de 15 ans en sélection Française a l'épée, François Bouillot a connu une très belle carrière (Meilleur Classement mondial Juniors 2e, Séniors 5e, Coupe du monde Juniors 2e Séniors 3e). En club, Champion d'Europe, de France plusieurs fois à l'épée avec le Levallois Sporting Club. Il fit sa carrière de Viry chatillon en passant par la Garde Républicaine puis au club de Levallois-Perret aux côtés d'Éric Srecki, d'Hervé Faget, de Jean-Michel Henry ou de Frédéric Delpla. Il a été aussi vainqueur de très nombreux tournois (>30) et circuits nationaux (>15). Fin technicien et tacticien, il passe naturellement dans une brillante carrière d'entraîneur et de bénévolat dans le milieu de l'escrime. Après un passage au Bureau du club du LSC ou il fut aussi Directeur technique et Co Organisateur du Master FIE à Levallois avec un réel succès,     
Il est actuellement Président de la Commission Épée Masculine à la Fédération française d'escrime et Sélectionneur de l'équipe de France d'épée avec un formidable succès et des records la aussi.
Après une série de  8 médailles d'or olympique et mondiale, L'équipe de France après avoir été championne d'Europe puis médaille d'or au championnat du monde en 2015 est devenu pour la troisième fois consécutive Championne Olympique à Rio en 2016  (après 2008 Pékin et 2004 Athènes,pas de tournoi à Londres en 2012 n.d.l.r.). il est probablement l'un des présidents de commission les plus médaillés de tous les temps. 